# Bara i Dig
Bara i Dig är en psalm skriven och komponerad av Bengt Johansson 1987. Den bygger på texten i Psaltaren nr 62:6-8. Psalmen har översatts till engelska - och spelats in av Oslo Gospel Choir.

## Publicerad i
- Psalmer och Sånger 1987 som nummer 853 under rubriken "Psaltarpsalmer och andra sånger ur bibeln".[1]
- Cantarellen 1997 som nummer 5.
- Jubla i Herren 1999, som nummer 6.
- Verbums psalmbokstillägg 2003 som nr 756 under rubriken "Stillhet - meditation".
- Sång i Guds värld Tillägg till Svensk psalmbok för den evangelisk-lutherska kyrkan i Finland 2015 som nummer 906 under rubriken "Tvivel och tillit".
- Ung psalm 2006 som nummer 252 under rubriken "Håll om mig – tårar, tröst och vila".[2]